# Simosuchus
Simosuchus – rodzaj krokodylomorfa z grupy Notosuchia żyjącego w późnej kredzie na terenach Madagaskaru. Osiągał niewielkie rozmiary, nie dorastając do metra długości. Miał tępo zakończony, krótki pysk i wysoką, zaokrągloną czaszkę. Krępy tułów zakończony krótkim ogonem oraz kończyny pokrywał pancerz z osteoderm. Jego zęby przypominały zęby różnych roślinożernych kręgowców, w tym dinozaurów ptasiomiednicznych, co sugeruje, że odżywiał się głównie – jeśli nie wyłącznie – roślinami. Prowadził lądowy tryb życia, poruszał się na lekko ugiętych kończynach. Spekulowano, że mógł kopać nory, jednak brak na to jednoznacznych dowodów. Przypuszczalnie u Simosuchus występował dymorfizm płciowy – czaszki samic miałyby być krótsze i węższe, ale wyższe od czaszek samców.
Początkowo Simosuchus znany był jedynie z jednego niekompletnego szkieletu, jednak późniejsze ekspedycje paleontologiczne doprowadziły do odkrycia kolejnych skamieniałości, łącznie obejmujących niemal wszystkie kości tego taksonu. Charakterystyczna budowa, odróżniająca Simosuchus od wszystkich pozostałych krokodylomorfów, utrudnia ustalenie jego pokrewieństwa wewnątrz kladu Notosuchia i zbadanie, jak ewoluował.

## Budowa

Porównanie wielkości Simosuchus clarki i człowieka

Simosuchus znacznie różnił się od współczesnych krokodyli – miał krótki i szeroki pysk oraz krótki ogon. Ciało pokrywał sztywny pancerz z osteoderm. Zarówno szkielet osiowy, jak i kości kończyn ogólną morfologią przypominają te obecne u innych przedstawicieli grupy Crocodyliformes, jednak wykazują liczne cechy charakterystyczne odróżniające Simosuchus od pozostałych członków tego kladu. Simosuchus osiągał niewielkie rozmiary – na podstawie holotypu oszacowano, że dorosłe zwierzę mierzyło około 75 cm długości. Niektóre osobniki prawdopodobnie mogły jednak dorastać do większych rozmiarów, na co wskazuje pojedynczy kręg szyjny o 25% większy od analogicznego kręgu holotypu. Przypuszczalnie u Simosuchus występował nieznaczny dymorfizm płciowy.

### Czaszka

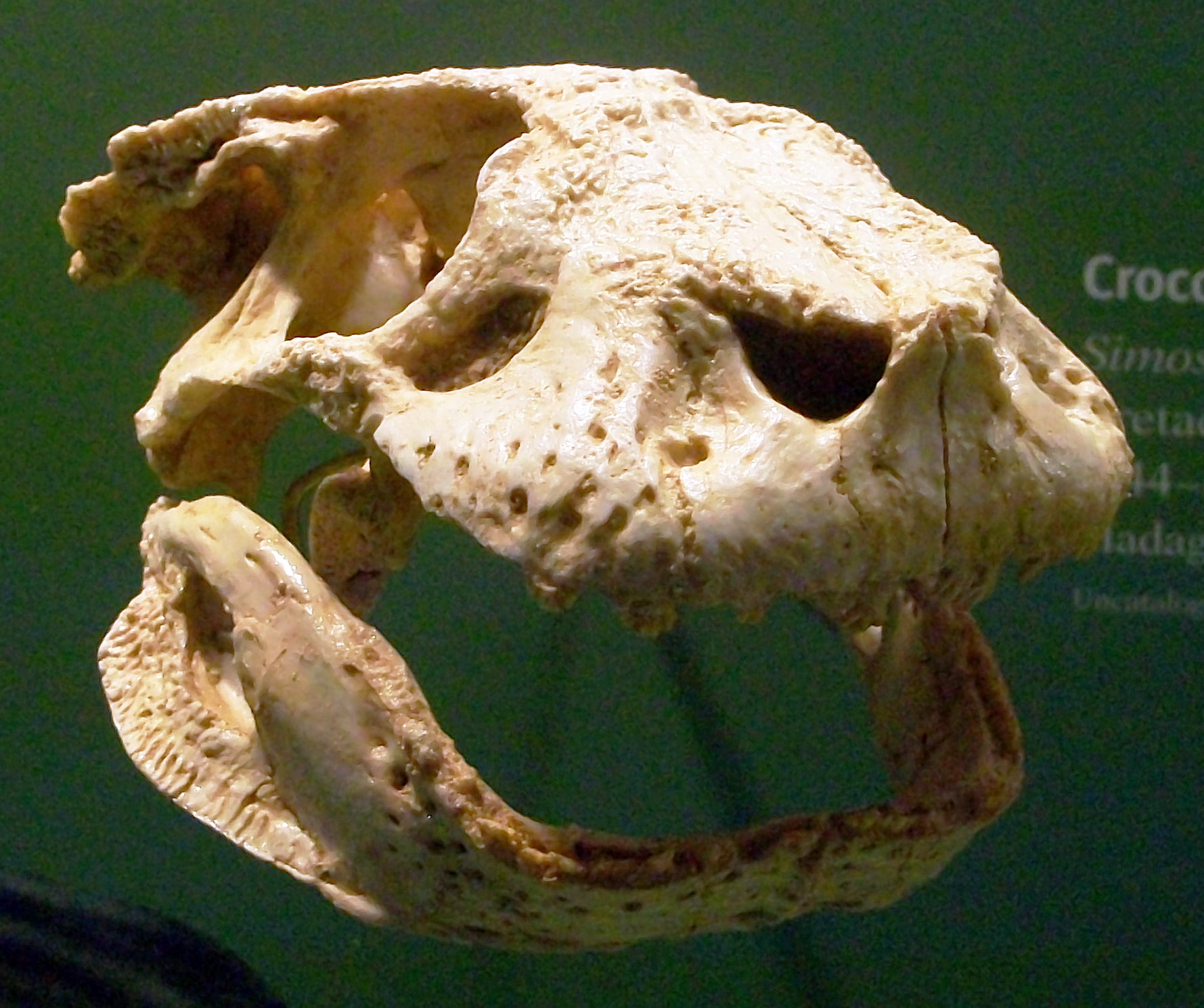
Czaszka w Muzeum Historii Naturalnej w Chicago

Znane są czaszki sześciu osobników, z czego trzy niemal kompletne. Łącznie obejmują wszystkie kości z wyjątkiem strzemiączka i tym samym sprawiają, że czaszka Simosuchus należy do najlepiej poznanych spośród wszystkich wymarłych krokodylomorfów. Obejmuje 17 kości parzystych i 7 nieparzystych. Do parzystych należą kości przedszczękowe, szczękowe, nosowe, łzowe, przedczołowe, łuskowe, zaoczodołowe, kwadratowo-jarzmowe, jarzmowe, bocznoskrzydłowe, podniebienne, lemiesze, kości bocznoklinowe, przeduszne, nadskrzydłowe, strzemiączka i kości kwadratowe, natomiast do nieparzystych: kości czołowa, ciemieniowa, przypodstawnoklinowa, nadpotyliczna i otoccipitale. Żuchwa zbudowana była z pięciu parzystych kości: stawowych, kątowych, nadkątowych, okładkowych i zębowych. Czaszka Simosuchus jest bardzo krótka, co wynika przede wszystkim ze znacznego skrócenia pyska. W widoku od strony grzbietowej ma on kształt prostokąta o zaokrąglonych rogach. Jest stosunkowo wysoki, podobnie jak cała czaszka, a ponadto wygięty ku dołowi pod kątem około 20° w stosunku do jej tylnej części. Jego długość tylko nieznacznie przewyższa szerokość i jest niewiele większa od połowy jego szerokości – u bazalnych Mesoeucrocodylia jedynie Comahuesuchus ma podobne proporcje. Nozdrza zewnętrzne są skierowane przednio-bocznie, a duże oczodoły – grzbietowo-bocznie. Wiele cech czaszki Simosuchus występuje u krokodyli na różnych etapach rozwoju zarodkowego, co sugeruje, że pedomorfoza odegrała istotną rolę w jego ewolucji. Czaszki holotypu i okazu FMNH PR 2597 nieco różnią się kształtem kości czołowej, ciemieniowej, zaoczodołowej i łuskowej oraz stopniem wykształcenia różnych kostnych wyrostków. Różnice dotyczą także proporcji czaszki: u okazu FMNH PR 2597 jest ona krótsza i węższa, ale też wyższa niż u holotypu. Samce współczesnych krokodyli mają szersze czaszki niż samice, co może sugerować, że holotyp jest samcem, a FMNH PR 2597 – samicą.
Zęby są osadzone w kościach przedszczękowych, szczękowych i zębowych. Dorosły Simosuchus miał co najmniej 60 zębów: po 5 w kościach przedszczękowych, po 11 w szczękowych i po 14 w zębowych, co oznacza, że miał ich więcej niż większość znanych przedstawicieli Notosuchia. Korony rozszerzają się przyśrodkowo-dystalnie i mają wiele guzków tworzących jeden rząd. Uzębienie Simosuchus jest umiarkowanie heterodontyczne; w zależności od położenia w jamie gębowej zęby wyraźnie różnią się pod względem morfologii, jednak stopień heterodontyzmu jest mniejszy niż u niemal wszystkich pozostałych Notosuchia.

### Szkielet pozaczaszkowy
Simosuchus miał co najmniej 23 kręgi przedkrzyżowe: 8 kręgów szyjnych i co najmniej 15 tułowiowych. Ze względu na niekompletność tylnego obszaru przedkrzyżowego kręgosłupa holotypu i fakt, że nie jest połączony stawowo, nie można wykluczyć, że kręgów tułowiowych było więcej. Prawdopodobnie występowały dwa kręgi krzyżowe – tyle, co u większości pozostałych Mesoeucrocodylia. Ogon składał się z nie mniej niż 15 kręgów – liczba ta była zapewne większa, ponieważ nie odnaleziono małych kręgów z końca ogona, jednak nie przekraczała 20. Oznacza to, że Simosuchus miał stosunkowo najkrótszy ogon spośród wszystkich znanych bazalnych przedstawicieli Mesoeucrocodylia. Jego kończyny były masywnie zbudowane. Kość ramienna rozszerzała się w kierunku proksymalnym i miała płytki grzebień naramienny oraz półelipsoidalny kłykieć kości ramiennej. Osiągała ona tę samą długość, co kość łokciowa. Kości promieniowa i łokciowa były ze sobą ciasno połączone. Na przednim wyrostku kości kulszowej znajdowała się wypukłość kształtem przypominająca ostrogę. W tworzeniu panewki stawu biodrowego uczestniczyły kości biodrowa i kulszowa, natomiast nie łonowa. Przednia część trzonu kości udowej charakteryzowała się obecnością dużego grzebienia. Stopy kończyn przednich i tylnych były krótkie i cechowały się masywnymi pazurami. Stopy kończyn przednich miały po pięć palców, a tylnych – po cztery. Sztywny pancerz z osteoderm pokrywał tułów i ogon zarówno od strony grzbietowej, jak i brzusznej. Liczne tarczki znajdowały się także na kończynach, co jest cechą rzadko spotykaną u krokodylomorfów. Osteodermy znajdujące się na grzbiecie i kończynach są lekkie i porowate, natomiast brzuszne zawierają płaską strukturę podobną do śródkościa.

## Systematyka
Pomimo nietypowej budowy Simosuchus cechy czaszki jasno wskazują na jego przynależność do kladu Crocodyliformes (niektórzy naukowcy na jego określenie stosują nazwę Crocodylia). Analiza filogenetyczna przeprowadzona przez Buckleya i współpracowników (2000) umieściła Simosuchus w kladzie Notosuchia. Autorzy wstępnie przypisali go do grupy Notosuchidae, wewnątrz której należał do kladu obejmującego również rodzaje Malawisuchus z wczesnej kredy z Malawi i Uruguaysuchus z późnej kredy z Urugwaju – drugi spośród nich był dla Simosuchus taksonem siostrzanym. Zdecydowana większość późniejszych badań również potwierdzała przynależność Simosuchus do Notosuchia. Analizy wykonane przez Turnera (2004, 2006) oraz Turnera i Calvo (2005), podobnie jak przeprowadzona przez Buckleya i in., także sugerowały, że Simosuchus tworzy wraz z Uruguaysuchus klad siostrzany dla rodzaju Malawisuchus. Za synapomorfie kladu Simosuchus + Uruguaysuchus uznano nozdrza wewnętrzne oddzielone przegrodą oraz silnie szpatułkowate tylne zęby. Inne badania wskazywały jednak na odmienną pozycję Simosuchus wewnątrz Notosuchia. W analizie Andradego i Bertiniego (2008) rodzaj ten należał co prawda do Uruguaysuchidae, jednak nie był taksonem siostrzanym dla Uruguaysuchus, a zajmował pozycję pośrednią pomiędzy Malawisuchus a kladem obejmującym Uruguaysuchus i Candidodon. Według analiz Jouve'a (2009) oraz Jouve'a i współpracowników (2006) Simosuchus był najbliżej spokrewniony z Libycosuchus, choć w obu badaniach taksony tradycyjnie zaliczane do Notosuchia tworzyły grupę parafiletyczną, a Simosuchus i Libycosuchus były bliżej spokrewnione ze współczesnymi krokodylami niż z Notosuchus terrestris (czyli należałyby do Neosuchia w definicji Sereno et al., 2001). Po usunięciu z analiz niektórych taksonów lub cech Notosuchia stanowiły klad, zmieniała się również pozycja filogenetyczna Simosuchus – stawał się wówczas taksonem siostrzanym dla grupy obejmującej rodzaje Malawisuchus, Uruguaysuchus, Chimaerasuchus, Notosuchus, Comahuesuchus i Sphagesaurus lub znajdował się w trychotomii z Libycosuchus i kladem złożonym z Araripesuchus, Malawisuchus, Comahuesuchus, Mariliasuchus, Notosuchus i Uruguaysuchus. Analiza przeprowadzona przez Sereno i Larssona (2009) zasugerowała bliskie pokrewieństwo Simosuchus z Anatosuchus – autorzy wskazali na szeroki, w przybliżeniu prostokątny przód pyska jako jedną z cech łączących oba rodzaje. Według badań O'Connora i współpracowników (2010) Simosuchus stanowił grupę zewnętrzną dla kladu obejmującego południowoamerykańskie rodzaje Notosuchus, Sphagesaurus, Comahuesuchus, Baurusuchus oraz chiński Chimaerasuchus. Bliskie pokrewieństwo Simosuchus i Chimaerasuchus sugerowali Carvalho i in. (2004) – ukuli oni nazwę Chimaerasuchidae, odnoszącą się do kladu obejmującego ostatniego wspólnego przodka tych dwóch rodzajów i wszystkich jego potomków. Według ich analizy grupa ta nie należałaby do Notosuchia, lecz do szerszego kladu Gondwanasuchia. Analiza przeprowadzona przez Turnera i Serticha (2010) po dodatkowym wypreparowaniu holotypu i odkryciu nowych skamieniałości wsparła koncepcję pojawiającą się we wcześniejszych analizach Jouve'a, sugerującą siostrzane relacje pomiędzy Simosuchus i Libycosuchus. Kiepski stopień zachowania jedynej znanej czaszki Libycosuchus i brak materiału pozaczaszkowego utrudniają jednak porównanie tych rodzajów. Obecność takiego kladu wspiera osiem jednoznacznych i dwadzieścia niejednoznacznych synapomorfii, autorzy przyznają jednak, że tak wysokie wsparcie jest bardziej pozorne niż rzeczywiste. Stwierdzają również, że pominąwszy wiele cech skrajnie wyspecjalizowanych, czaszki obu rodzajów są do siebie podobne i łączy je wiele cech budowy podniebienia, kości łuskowej i rostrum. Libycosuchus żył jednak znacznie wcześniej niż Simosuchus (w cenomanie) i w Afryce kontynentalnej (w Egipcie), a nie na Madagaskarze. W analizie Turnera i Serticha wymuszenie kladu Simosuchus + Uruguaysuchus skutkowałoby wydłużeniem drzewa filogenetycznego o cztery stopnie w stosunku do najbardziej parsymonicznego (klad taki wspierałaby tylko jedna cecha morfologiczna), a kladu Simosuchus + Anatosuchus – o dziewięć (klad ten wspierałyby cztery cechy). Bazalna pozycja Simosuchus, Libycosuchus i Uruguaysuchus wśród Notosuchia sugeruje, że podobna budowa podniebienia jest symplezjomorfią tych taksonów.
Turner i Sertich zwrócili uwagę, że bardzo charakterystyczna budowa Simosuchus (45 autapomorfii czaszki i 15 szkieletu pozaczaszkowego) jednocześnie ułatwia i utrudnia ustalenie jego dokładnej pozycji filogenetycznej. Zapewnia ona wiele potencjalnych synapomorfii łączących go z najbliższymi krewnymi, jednak z powodu bardzo wysokiej specjalizacji poszczególnych cech komplikuje identyfikację jego taksonu siostrzanego.

## Historia odkryć

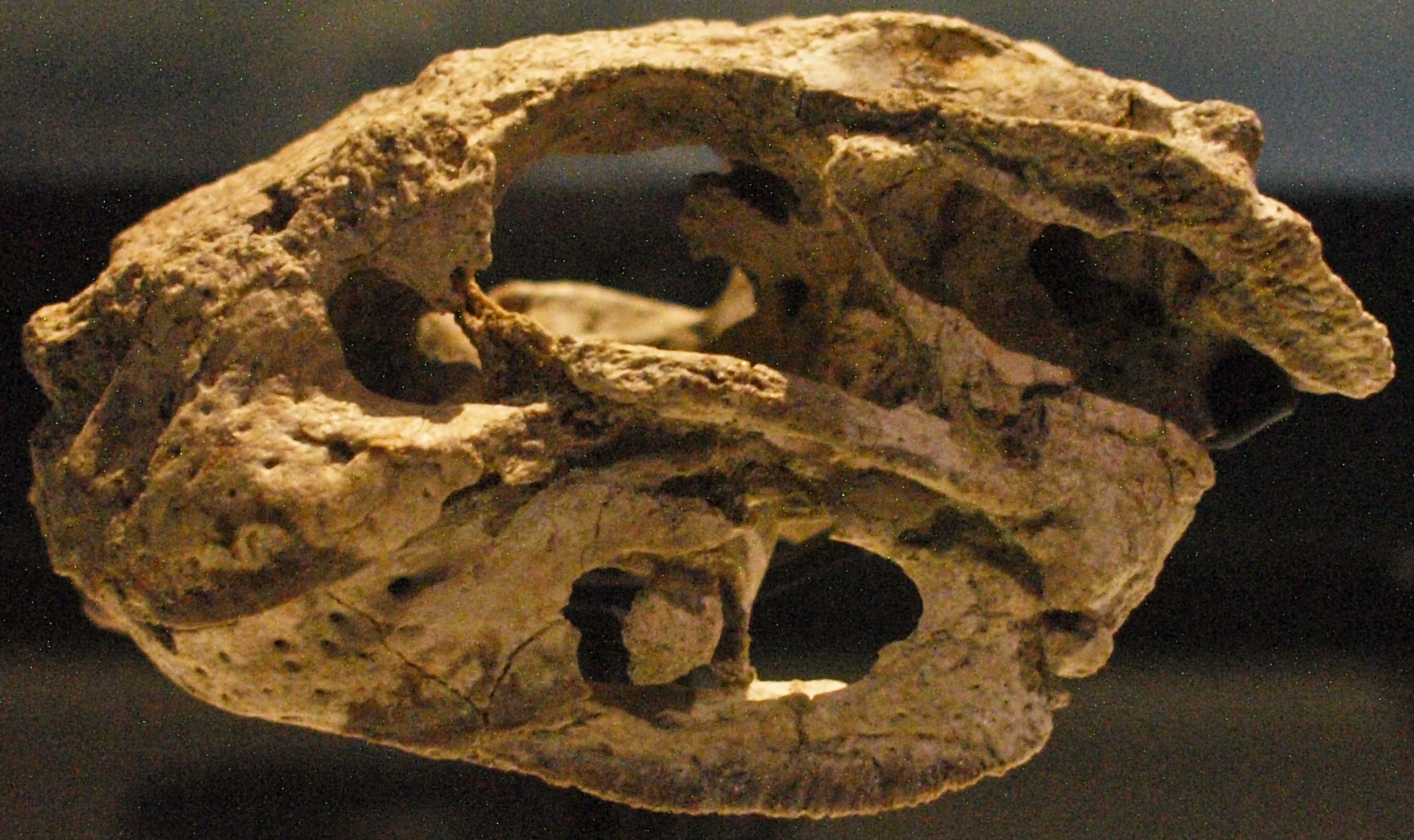
Czaszka Simosuchus na wystawie w Royal Ontario Museum

Wszystkie znane okazy Simosuchus pochodzą z górnokredowych osadów formacji Maevarano w Basenie Mahajanga, w północno-zachodnim Madagaskarze. Zostały odkryte przez uczestników Mahajanga Basin Project (MBP) – projektu badawczego paleontologów i geologów ze Stony Brook University i Uniwersytetu w Antananarywie, rozpoczętego w 1993 roku. Pierwszy okaz został odnaleziony 4 lipca 1998 roku przez L. L. Randriamiaramananę, studenta Uniwersytetu w Antananarywie, podczas czwartej z dziewięciu ekspedycji MBP. Pochodzi on z lokalizacji MAD98-17, położonej na południowy wschód od wioski Berivotra, i składa się z niemal kompletnej czaszki i przedniej części szkieletu, obejmującej kręgi szyjne i niektóre grzbietowe, osteodermy oraz kompletną obręcz barkową i kończyny przednie. Desygnowano go na holotyp Simosuchus clarki, kiedy gatunek ten został opisany w czerwcu 2000 roku w „Nature” przez Gregory'ego Buckleya, Christophera Brochu, Davida Krause'a i Diego Pola. Nazwa Simosuchus pochodzi od greckiego słowa simos, oznaczającego „zadarty nos”, oraz Souchos – greckiego imienia egipskiego boga Sobka, przedstawianego z głową krokodyla. Epitet gatunkowy clarki honoruje Jamesa Clarka – amerykańskiego paleontologa zajmującego się m.in. systematyką krokodylomorfów (autorzy przeprosili później, że nie nazwali tego gatunku S. randriamiaramananai – nazwą, która „połamałaby języki osób mówiących po angielsku”).
Kolejne wyprawy MBP doprowadziły do odkrycia większej liczby skamieniałości w 18 lokalizacjach (poza typową MAD98-17) w okolicach wiosek Berivotra i Masiakakoho. Wszystkie pochodzą z ogniw Anembalemba i Masorobe formacji Maevarano. Większość z nich to pojedyncze elementy, głównie zęby, jednak odnaleziono również okazy FMNH PR 2596 (niemal kompletna, choć słabo zachowana czaszka, żuchwa i szkielet pozaczaszkowy), FMNH PR 2597 (prawie kompletna, lecz zniekształcona czaszka i żuchwa oraz połączona stawowo przednia część szkieletu pozaczaszkowego) oraz FMNH PR 2598 (dobrze zachowany, artykułowany szkielet ogona połączony z fragmentami czaszki, żuchwy i kości kończyn), łącznie zapewniające niemal pełną wiedzę o osteologii Simosuchus. Najlepiej zachowane skamieniałości pochodzą z powierzchni 2 ogniwa Anembalemba, składającej się z zielonkawych piaskowców, o znacznie większej frakcji iłowej niż w powierzchni 1 i ogólnie masywniejszej strukturze.

## Paleobiologia

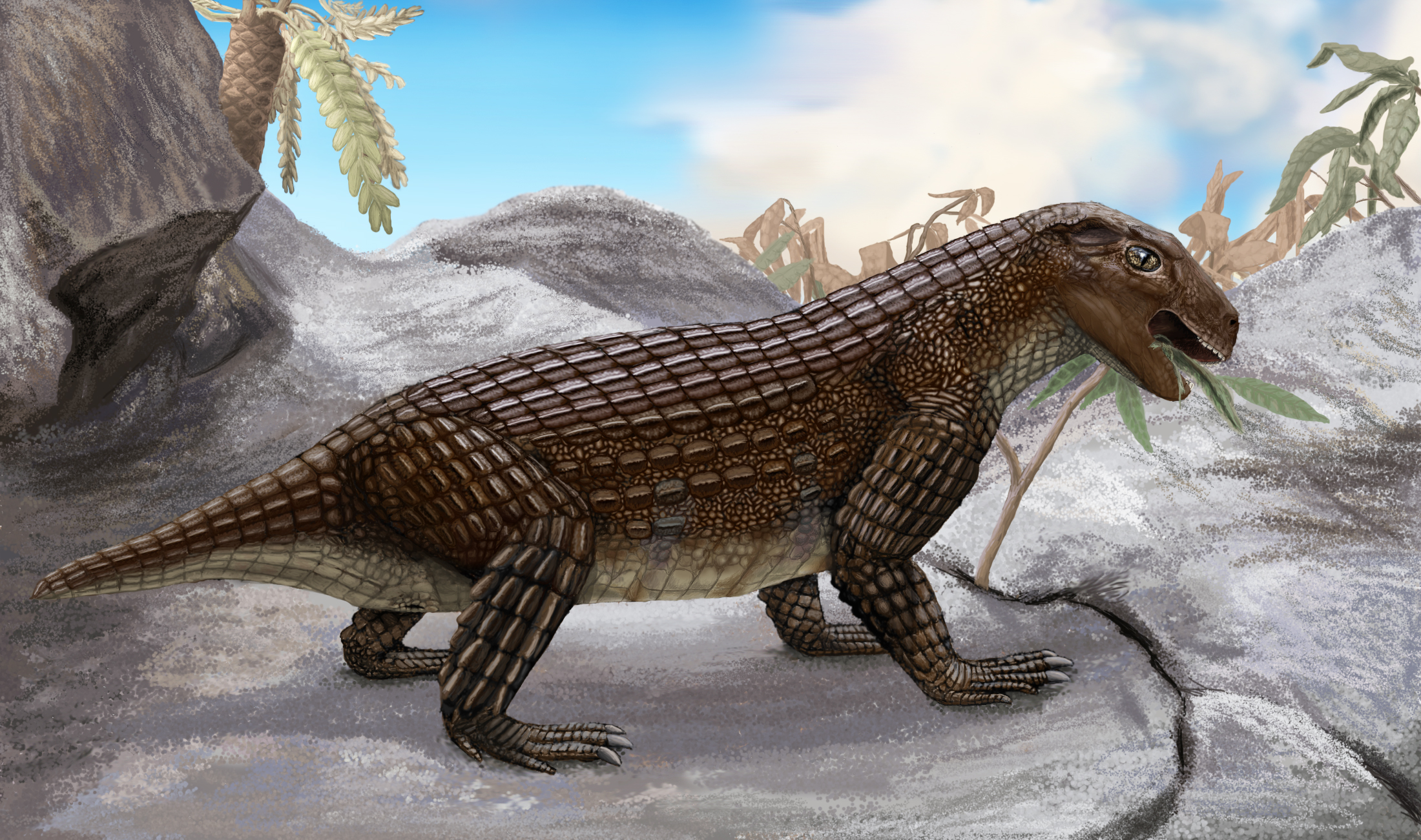
Rekonstrukcja

Buckley i in. w 2000 roku stwierdzili, że nozdrza zewnętrzne położone przednio-bocznie oraz bocznie ustawione oczy dowodzą, że Simosuchus był znacznie gorzej niż współczesne krokodyle przystosowany do pływania na powierzchni wody. Późniejsze odkrycia dowiodły, że Simosuchus miał krótki, niski ogon niewykazujący bocznego spłaszczenia, obecnego m.in. u współczesnych krokodyli i niektórych bazalnych Mesoeucrocodylia, i jako taki byłby nieprzydatny w pływaniu. Ponadto sztywny pancerz z osteoderm ograniczał możliwość wyginania tułowia na boki. Jeśli więc Simosuchus w ogóle pływał, to inną techniką niż współczesne krokodyle. Stosunkowo masywnie zbudowane kończyny z silnymi mięśniami odpowiadającymi za protrakcję, retrakcję i rozciąganie potwierdzają hipotezę o lądowym trybie życia Simosuchus. Przedstawiciele Notosuchia cechowali się wyprostowanymi kończynami, jednak Simosuchus prawdopodobnie poruszał się na ugiętych kończynach, czym bardziej przypominał współczesne krokodyle. Na podstawie danych osteologicznych i porównań ze współczesnymi zwierzętami Kley i współpracownicy zasugerowali, że w normalnej, niespoczynkowej pozycji otwór wielki był skierowany bezpośrednio do tyłu, natomiast pysk zwrócony ku dołowi pod kątem około 45° – oś kanału półkolistego bocznego znajdowała się wówczas pod kątem około 11° w stosunku do horyzontu Ziemi. Ogólna budowa puszki mózgowej jest podobna do spotykanej u krokodyli. Występują szerokie półkule mózgu, zwężające się ku przodowi i tyłowi. Obszar aparatu węchowego jest jednak bardzo zredukowany, co odzwierciedla krótki pysk zwierzęcia. Pod względem budowy śródczaszkowej Simosuchus przypomina innych przedstawicieli Mesoeucrocodylia, takich jak Anatosuchus i Araripesuchus, jednak różni się od nich grzbietobrzusznie rozszerzonym kresomózgowiem.
Wieloguzkowe zęby o rozszerzających się koronach przypominają zęby należące do przedstawicieli wielu grup roślinożernych zwierząt: jaszczurek z kladu Iguania, dinozaurów ptasiomiednicznych, parejazaurów, a nawet niektórych ryb promieniopłetwych. Żuchwa Simosuchus jest krótsza, a staw szczękowy znacznie bardziej przesunięty ku przodowi niż u krokodyli, co zwiększało siłę, z jaką zwierzę mogło zaciskać szczęki. Cecha ta równocześnie zmniejszała szybkość zamykania szczęk, ponadto budowa dołu stawowego sugeruje, że Simosuchus nie potrafił gryźć szczególnie mocno. Cechy te dowodzą, że S. clarki żywił się głównie, a prawdopodobnie wyłącznie, roślinami.
Buckley i in. spekulowali, że niektóre cechy Simosuchus mogą świadczyć, że był on przystosowany do kopania nor za pomocą głowy. Zdaniem autorów przystosowaniami do takiego trybu życia są krótki i płaski pysk, głęboka mózgoczaszka, tylno-dolnie położony kłykieć potyliczny i powiększone miejsca przyczepu mięśni szyi. Kley i in. w budowie czaszki, Georgi i Krause w morfologii szkieletu pozaczaszkowego oraz Sertich i Groenke w budowie kończyn nie znaleźli jednak cech jednoznacznie potwierdzających kopanie nor przez Simosuchus. Autorzy ci nie wykluczyli jednak, że przynajmniej od czasu do czasu zwierzę mogło to robić.
Dokładne ustalenie wieku poszczególnych osobników Simosuchus clarki i potencjalnej długości życia przedstawicieli gatunku jest trudne. We wszystkich znanych kręgach szwy neurocentralne są zrośnięte, co wskazywałoby na dorosłość osobników, jednak nie ma pewności, czy w przypadku Notosuchia to cecha diagnostyczna. Badania szkieletochronologiczne osteoderm, przeprowadzone przez Hilla (2010), dowodzą obecności trzech pierścieni przyrostowych u holotypu i pięciu u okazu FMNH PR 2597. Osobniki te nie wykazują intensywnego remodelowania osteoderm i nie mają cech juwenilnych kośćca. Trzy lata i pięć lat to ich wiek minimalny, a prawdopodobnie są one znacznie starsze. U okazu FMNH PR 2598 żebra ogonowe są niezrośnięte z trzonami kręgów, co sugeruje, że to osobnik juwenilny.

## Paleoekologia
Górne warstwy formacji Maevarano, składające się z ogniw Miadana, Anembalemba oraz nienazwanego ogniwa, są powszechnie uważane za mastrychckie, podobnie jak obejmująca morskie osady formacja Berivotra, znajdująca się bezpośrednio nad ogniwem Anembalemba. Bazalty otaczające kredowe osady Maevarano, położone pod piaskowcami Ankazomihaboka, datuje się na koniak, około 88 mln lat, co odpowiada czasowi oddzielenia się Madagaskaru od Seszeli i subkontynentu indyjskiego. Dowodzi to, że Simosuchus i współczesne mu zwierzęta z Maevarano żyły w czasie, gdy Madagaskar był wyspą od co najmniej kilkunastu milionów lat. Masters, de Wit i Asher stwierdzili, że mastrycht to wiek minimalny Maevarano, ponieważ skamieniałości są allochtoniczne, a formacja ta może mieć nawet 88 mln lat, jednak większość naukowców uważa te twierdzenia za nieuzasadnione.
Budowa ogniwa Masarobe, znajdującego się u podstawy formacji Maevarano, sugeruje, że pod koniec kredy roczna suma opadów wynosiła tam od 430 do 1100 mm. W połączeniu z dowodami na okresowe zalewanie terenu wskazuje to na silnie sezonowy, półpustynny klimat. W tym czasie Madagaskar dryfował na północ w kierunku równika, a Basen Mahajanga znajdował się na 25–30° szerokości geograficznej południowej. Z ogniwa Anembalemba pochodzą kolejne dowody potwierdzające sezonowość klimatu Maevarano. Odnaleziono tam liczne kości noszące ślady pożywiania się nimi przez bezkręgowce i kręgowce, co sugeruje, że zwierzęta te żywiły się padliną, prawdopodobnie w trakcie suszy. Wskazuje na to również obecność skamieniałości konchostraków oraz długi czas pomiędzy śmiercią zwierzęcia a jego pogrzebaniem, czego dowodzą zaawansowane zwietrzenie oraz powierzchniowe zniszczenie skamieniałości.
Fauna kręgowców formacji Maevarano należy do najbardziej zróżnicowanych w Gondwanie poza Ameryką Południową, a odnalezione skamieniałości są jednymi z najlepiej zachowanych. W Maevarano odkryto szczątki co najmniej siedmiu gatunków krokodylomorfów z grupy Mesoeucrocodylia: oprócz Simosuchus clarki również Mahajangasuchus insignis, Araripesuchus tsangatsangana, Miadanasuchus oblita (dawniej klasyfikowany w rodzaju Trematochampsa) oraz dwóch nienazwanych gatunków należących do Metasuchia i jednego prawdopodobnie z kladu Peirosauridae. Mahajangasuchus i Miadanasuchus osiągały stosunkowo duże rozmiary (Mahajangasuchus około 4 m) i były prawdopodobnie dominującymi drapieżnikami w swoich ekosystemach. Araripesuchus był znacznie mniejszy i smuklej zbudowany. Z Maevarano znane są również szczątki dinozaurów gadziomiednicznych: dużego teropoda mażungazaura i znacznie mniejszego masjakazaura oraz zauropodów z grupy tytanozaurów: rapetozaura i Vahiny (do przedstawicieli tego ostatniego rodzaju być może należą też skamieniałości nienazwanego tytanozaura określanego niekiedy jako „malgaski takson B”; na obecnym etapie badań nad tytanozaurami z formacji Maevarano nie można jednak tego jednoznacznie wykazać). Fauna ssaków obejmuje rodzaj Lavanify z grupy Gondwanatheria oraz przedstawicieli wieloguzkowców i torbaczy.